# Acanthochitona joallesi
Acanthochitona joallesi är en blötdjursart som först beskrevs av de Rochebrune 1881.  Acanthochitona joallesi ingår i släktet Acanthochitona och familjen Acanthochitonidae. Inga underarter finns listade i Catalogue of Life.